# Glypta pettitanae
Glypta pettitanae är en stekelart som beskrevs av Dasch 1988. Glypta pettitanae ingår i släktet Glypta och familjen brokparasitsteklar. Inga underarter finns listade i Catalogue of Life.